# Diana Mussa
Diana Mussa (Campos dos Goytacazes, 19 de enero de 1932-Río de Janeiro, 8 de mayo de 2007) fue una geóloga y paleobotánica brasileña, una autoridad mundial en la flora devónica, la primera paleobotánica brasileña, profesora de la Universidad Federal de Río de Janeiro.

## Biografía
Nacida en Campos dos Goytacazes, en 1932, Diana era hija de un libanés, la menor de cinco hermanos. Su padre, Nagib Mussa, era profesor de francés y su madre, Maria Chacur Mussa, de lengua inglesa, desde que estaba en el Líbano. Desde niña soñaba con ser naturalista por su interés por la naturaleza y los procesos naturales. En 1952, Diana Mussa se trasladó a Río de Janeiro para estudiar Historia Natural en la Facultad Nacional de Filosofía, Ciencias y Letras de la Universidad de Brasil (actualmente UFRJ), estudiando Geología en la misma institución. Hizo una pasantía con grandes investigadores de la época, tanto en Botánica como en Geología, como el Dr. Fernando R. Milanez, en el Jardín Botánico de Río de Janeiro (JBRJ), el Dr. Calvino Mainieri, en el Instituto de Investigaciones Tecnológicas de São Paulo (IPT/SP).
A fines de la década de 1950 ingresó al Convento de Clarisas, para dedicarse al trabajo voluntario con poblaciones pobres, donde fue enviada a Manaus. Vivió de 1958 a 1961 en Tefé, realizando investigaciones con maderas fósiles en paralelo a la misión religiosa. Regresó a Río de Janeiro para recibir un tratamiento médico, donde se incorporó a la Comisión Nacional de Energía Nuclear, comenzando sus estudios de posgrado en 1973, en el Instituto de Geociencias de la Universidad de São Paulo (IGc-USP), bajo la dirección del Prof. Dr. Antonio Carlos Rocha-Campos . Su tesis, defendida en 1982, Permian Lignitafofloras de la Cuenca del Paraná, Brasil (Estados de São Paulo y Santa Catarina), fue aprobada con elogios por el tribunal examinador.
Se convirtió en investigadora en el Departamento Nacional de Producción Mineral (DNPM) y luego trabajó para el Museo Nacional, en Río de Janeiro. Se convirtió en profesora adjunta de Paleobotánica en el Museo Nacional en 1993.
Falleció de un paro cardíaco el 8 de mayo de 2007, en la ciudad de Río de Janeiro, tras una neumonía.

## Legado
Describió unos 30 géneros de plantas fósiles, dejando una importante colección de hojas de madera fósil. Fue socia fundadora de la Sociedad Brasileña de Paleontología, habiendo sido miembro de la Asociación Latinoamericana de Paleobotánica y Palinología, la Sociedad Botánica de América (Sección de Paleobotánica), la Organización Internacional de Paleobotánica (IOP) y la Sociedad Brasileña de Geología. Inspiró el nombre del género Mussaeoxylon seclusum Merlotti 1998, para madera de gimnospermas fósiles de Gondwana brasileña y la especie Glossopteris mussae Ricardi-Branco et al. 1999, para nuevas hojas fósiles del Pérmico de São Paulo.

## Géneros de plantas fósiles descriptos
- Zollernioxylon 1959
- Protopodocarpitys 1974
- Palaeopinuxylon 1975
- Astronioxylon 1978 com Suguio
- Brasilestiloxylon 1978
- Matayboxylon 1978 com Suguio
- Myelontordoxylon 1978
- Myrocarpoxylon 1978 com Suguio
- Paratordoxylon 1978
- Piptadenioxylon 1978 com Suguio
- Qualeoxylon 1978 com Suguio
- Solenobrasilioxylon 1978
- Austroscleromedulloxylon 1980
- Schopfiicaulia 1982
- Atlanticoxylon 1986
- Catarinapitys 1986
- Kraeseulpitys 1986
- Petalopitys 1986
- Paulistoxylon 1986
- Piracicaboxylon 1986
- Solidoxylon 1986
- Araguainorachis 1987 com Coimbra
- Carolinapitys 1987 com Coimbra
- Cyclomedulloxylon 1987 com Coimbra
- Teresinoxylon 1989 com Caldas, Lima Filho & Rösler
- Brasilophyton 1996 com Borghi, Bergamaschi, Schubert, Pereira & Rodrigues
- Ciguelia 1996 com Borghi, Bergamaschi, Schubert, Pereira & Rodrigues
- Conchulophyton 1996 com Borghi, Bergamaschi, Schubert, Pereira & Rodrigues
- Edwardsnella 1996 com Borghi, Bergamaschi, Schubert, Pereira & Rodrigues
- Jaguariaivia 1996 com Borghi, Bergamaschi, Schubert, Pereira & Rodrigues
- Petriaia 1996 com Borghi, Bergamaschi, Schubert, Pereira & Rodrigues
- Sphaerullophyton 1996 com Borghi, Bergamaschi, Schubert, Pereira & Rodrigues
- Sulculiphyton 1996 com Borghi, Bergamaschi, Schubert, Pereira & Rodrigues

- Zollernioxylon 1959
- Protopodocarpitys 1974
- Palaeopinuxylon 1975
- Astronioxylon 1978 com Suguio
- Brasilestiloxylon 1978
- Matayboxylon 1978 com Suguio
- Myelontordoxylon 1978
- Myrocarpoxylon 1978 com Suguio
- Paratordoxylon 1978
- Piptadenioxylon 1978 com Suguio
- Qualeoxylon 1978 com Suguio
- Solenobrasilioxylon 1978
- Austroscleromedulloxylon 1980
- Schopfiicaulia 1982
- Atlanticoxylon 1986
- Catarinapitys 1986
- Kraeseulpitys 1986
- Petalopitys 1986
- Paulistoxylon 1986
- Piracicaboxylon 1986
- Solidoxylon 1986
- Araguainorachis 1987 com Coimbra
- Carolinapitys 1987 com Coimbra
- Cyclomedulloxylon 1987 com Coimbra
- Teresinoxylon 1989 com Caldas, Lima Filho & Rösler
- Brasilophyton 1996 com Borghi, Bergamaschi, Schubert, Pereira & Rodrigues
- Ciguelia 1996 com Borghi, Bergamaschi, Schubert, Pereira & Rodrigues
- Conchulophyton 1996 com Borghi, Bergamaschi, Schubert, Pereira & Rodrigues
- Edwardsnella 1996 com Borghi, Bergamaschi, Schubert, Pereira & Rodrigues
- Jaguariaivia 1996 com Borghi, Bergamaschi, Schubert, Pereira & Rodrigues
- Petriaia 1996 com Borghi, Bergamaschi, Schubert, Pereira & Rodrigues
- Sphaerullophyton 1996 com Borghi, Bergamaschi, Schubert, Pereira & Rodrigues
- Sulculiphyton 1996 com Borghi, Bergamaschi, Schubert, Pereira & Rodrigues